# Pameče
Pameče so naselje v Občini Slovenj Gradec. Ležijo med vasema Bukovska vas in Troblje.  

## Etimologija
Ime Pameče naj bi izhajalo iz časov turških vpadov. Da bi se domačini lažje ubranili, so zbežali na bližnji hrib in z njega na Osmane metali čebelje panje. Iz tega izhaja ime: Pa(nj)meče.

## Opis
Večji del obsežnega razloženega naselja z gručastim jedrom v Spodnji Mislinski dolini leži na zahodnih obronkih Pohorja, kjer prevladujejo samotne kmetije. Strnjeni del naselja, poimenovan Nova vas, se nahaja okoli župnijske cerkve sv. Jakoba iz 19. stoletja, zgrajene na podpohorskem vršaju.